# Milulu Mamboleo
Milulu Mamboleo est une femme politique congolaise et vice-ministre des affaires sociales dans le gouvernement de Laurent-Désiré Kabila. Elle est la fille de l'homme politique Léon Mamboleo (en).